# Polo dell'orizzonte

La sfera celeste con i poli dell'orizzonte: lo Zenit e il Nadir. In beige è evidenziato il piano dell'orizzonte astronomico, in azzurro l'emisfero visibile, in blu quello invisibile; C è il centro della Terra e della sfera celeste, O è l'osservatore.

I poli dell'orizzonte sono due punti diametralmente opposti individuati dall'intersezione della sfera celeste con la perpendicolare al piano dell'orizzonte passante per l'osservatore. Il punto da banda opposta rispetto al centro della Terra si chiama Zenit, l'altro si chiama Nadir. Lo Zenit è per definizione sempre al di sopra dell'osservatore ed è anche polo dell'emisfero celeste visibile; analogamente il Nadir è al di sotto dell'osservatore ed è polo dell'emisfero celeste invisibile.